# Türkkeşlik
Türkkeşlik is een dorp in het Turks district İmranlı in de provincie Sivas. Het dorp ligt ongeveer 15 km ten noordoosten van de stad İmranlı en 88 km ten noordoosten van de stad Sivas. Het dorp is met 368 inwoners (peildatum 2019) het grootste dorp in het district en een van de tien soennitische dorpen in de regio.

## Geschiedenis
Het dorp Türkkeşlik werd in 1886 gesticht door twee families uit Kars en heette Düzyurt. In 1944 werd een basisschool opgericht. De naam werd veranderd in Türkkeşlik, ter onderscheiding van het dorp Eskikeşlik, waar vooral etnische Koerden wonen.

## Bevolking
Het dorp Türkkeşlik is het grootste dorp in İmranlı. Het inwonersaantal is sinds de jaren tachtig van de twintigste eeuw echter drastisch afgenomen: veel inwoners zijn naar Istanboel of Duitsland geëmigreerd. 
| Jaar | Totaal | Mannen | Vrouwen |
| ---- | ------ | ------ | ------- |
| 2019 | 368    | 192    | 176     |
| 2012 | 439    | 235    | 204     |
| 2007 | 391    | 210    | 181     |
| 2000 | 527    |        |         |
| 1975 | 1147   | 592    | 555     |
| 1960 | 962    | 485    | 477     |
| 1950 | 1036   |        |         |